# Križevci (Gornji Petrovci)
Križevci is een plaats in Slovenië en maakt deel uit van de gemeente Gornji Petrovci in de NUTS-3-regio Pomurska. De plaats telde 357 inwoners op 1 januari 2020.
Adrijanci · Boreča · Košarovci · Križevci · Kukeč · Lucova · Martinje · Neradnovci · Panovci · Peskovci · Stanjevci · Šulinci · Ženavlje